# Denton (Montana)
Denton è una città degli Stati Uniti d'America situata nel Montana, nella Contea di Fergus.